# Asparagaceae
Asparagaceae (/əsˌpærəˈɡeɪsiˌaɪ, -siːˌiː/), cunoscută ca familia asparagus, este o familie de plante cu flori, plasate în ordinul Asparagales⁠(d) al monocotiledonatelor. Numele familiei se bazează pe sparanghelul comestibil de grădină, Asparagus officinalis. Această familie include atât plante comune de grădină, cât și plante de interior comune. Plantele de grădină includ sparanghelul, yucca, zambila sălbatică⁠(d) și hosta, iar plantele de apartament includ limba soacrei⁠(d), Dracaena fragrans⁠(d), planta-păianjen și Asparagus setaceus⁠(d).

## Taxonomie
În sistemele de clasificare anterioare, speciile implicate erau adesea tratate ca aparținând familiei Liliaceae. Sistemul APG II din 2003 permitea două opțiuni în ceea ce privește circumscrierea familiei: fie Asparagaceae sensu lato („în sens larg”), care combină șapte familii recunoscute anterior, fie Asparagaceae sensu stricto („în sens strict”), formată din foarte puține genuri (în special Asparagus, de asemenea Hemiphylacus⁠(d)), dar totalizând totuși câteva sute de specii. Sistemul revizuit APG III din 2009 permite doar sensul larg. O lucrare publicată în același timp a propus șapte subfamilii care să corespundă familiilor separate inițial. Acestea sunt:
- subfamilia Agavoideae⁠(d) = familia Agavaceae și familia Hesperocallidaceae (agave, yucca, Yucca brevifolia)
- subfamilia Aphyllanthoideae⁠(d) = familia Aphyllanthaceae
- subfamilia Asparagoideae⁠(d) = familia Asparagaceae sensu stricto
- subfamilia Brodiaeoideae⁠(d) = familia Themidaceae
- subfamilia Lomandroideae⁠(d) = familia Laxmanniaceae
- subfamilia Nolinoideae⁠(d) = familia Ruscaceae
- subfamilia Scilloideae⁠(d) = familia Hyacinthaceae (Hyacinthus, Zambilele sălbatice)

## Gen
Asparagaceae include 114 genuri cu un total de aproximativ 2.900 de specii cunoscute. Dacă nu se specifică altfel, lista alfabetică de mai jos se bazează pe genurile acceptate de World Checklist of Selected Plant Families ca făcând parte din familia Asparagaceae (cu sinonime din aceeași sursă). Referința la numele subfamiliei este la sursa care plasează genul în subfamilia respectivă.
| Subfamilie       | Gen |
| ---------------- | --- |
| Lomandroideae    | Acanthocarpus⁠(d) Lehm. |
| Agavoideae       | Agave L. |
| Scilloideae      | Albuca⁠(d) L. (uneori incluse în Ornithogalum⁠(d) |
| Scilloideae      | Alrawia⁠(d) (Wendelbo) Perss. & Wendelbo |
| Brodiaeoideae    | Androstephium⁠(d) Torr. |
| Agavoideae       | Anemarrhena⁠(d) Bunge |
| Agavoideae       | Anthericum⁠(d) L. |
| Aphyllanthoideae | Aphyllanthes⁠(d) L. |
| Lomandroideae    | Arthropodium⁠(d) R.Br. |
| Asparagoideae    | Asparagus Tourn. ex L. |
| Nolinoideae      | Aspidistra⁠(d) Ker Gawl. (inclusiv Antherolophus Gagnep., Colania Gagnep.) |
| Scilloideae      | Barnardia⁠(d) Lindl. |
| Nolinoideae      | Beaucarnea⁠(d) Lem. |
| Agavoideae       | Behnia⁠(d) Didr. |
| Scilloideae      | Bellevalia⁠(d) Lapeyr. (inclusiv Strangweja Bertol.) |
| Agavoideae       | Beschorneria⁠(d) Kunth |
| Brodiaeoideae    | Bessera⁠(d) Schult.f. (inclusiv Behria) |
| Brodiaeoideae    | Bloomeria⁠(d) Kellogg |
| Scilloideae      | Bowiea⁠(d) Harv. ex Hook.f. (Bowiea volubilis) |
| Scilloideae      | Brimeura⁠(d) Salisb. |
| Brodiaeoideae    | Brodiaea⁠(d) Sm. |
| Nolinoideae      | Calibanus⁠(d) Rose |
| Agavoideae       | Camassia⁠(d) Lindl. |
| Nolinoideae      | Campylandra⁠(d) Baker |
| Lomandroideae    | Chamaexeros⁠(d) Benth. |
| Scilloideae      | Chionodoxa⁠(d) Boiss. (inclus în Scilla L. de unele surse) |
| Agavoideae       | Chlorogalum⁠(d) (Lindl.) Kunth |
| Agavoideae       | Chlorophytum Ker Gawl. |
| Nolinoideae      | Comospermum⁠(d) Rauschert |
| Nolinoideae      | Convallaria⁠(d) L. |
| Lomandroideae    | Cordyline⁠(d) Comm. ex R.Br. (inclusiv Cohnia Kunth) |
| Nolinoideae      | Danae⁠(d) Medik. |
| Brodiaeoideae    | Dandya⁠(d) H.E.Moore |
| Nolinoideae      | Dasylirion⁠(d) Zucc. |
| Scilloideae      | Daubenya⁠(d) Lindl. (inclusiv Amphisiphon W.F.Barker, Androsiphon Schltr.) |
| Agavoideae       | Diamena⁠(d) Ravenna |
| Brodiaeoideae    | Dichelostemma⁠(d) Kunth (inclusiv Brevoortia, Stropholirion) |
| Lomandroideae    | Dichopogon⁠(d) Kunth (pot fi incluse în Arthropodium) |
| Agavoideae       | Diora⁠(d) Ravenna |
| Scilloideae      | Dipcadi⁠(d) Medik. (uneori incluse în Ornithogalum⁠(d) |
| Brodiaeoideae    | Dipterostemon⁠(d) Rydb. |
| Nolinoideae      | Disporopsis⁠(d) Hance |
| Nolinoideae      | Dracaena Vand. ex L. |
| Scilloideae      | Drimia⁠(d) Jacq. (inclusiv Litanthus Harv., Rhadamanthus Salisb., Rhodocodon Baker, Sypharissa Salisb., Tenicroa Raf., Thuranthos C.H.Wright, Urginea Steinh., Urgineopsis Compton) |
| Scilloideae      | Drimiopsis⁠(d) Lindl. & Paxton (uneori incluse în Ledebouria⁠(d) |
| Agavoideae       | Echeandia⁠(d) Ortega |
| Agavoideae       | Eremocrinum⁠(d) M.E.Jones |
| Nolinoideae      | Eriospermum⁠(d) Jacq. |
| Scilloideae      | Eucomis⁠(d) L'Hér. |
| Lomandroideae    | Eustrephus⁠(d) R.Br. |
| Agavoideae       | Furcraea⁠(d) Vent. |
| Scilloideae      | Galtonia⁠(d) Decne. (incluse în Ornithogalum⁠(d) L. de unele surse) |
| Agavoideae       | Hagenbachia⁠(d) Nees & Mart. |
| Agavoideae       | Hastingsia⁠(d) S.Watson |
| Asparagoideae    | Hemiphylacus⁠(d) S.Watson |
| Agavoideae       | Herreria⁠(d) Ruiz & Pav. |
| Agavoideae       | Herreriopsis⁠(d) H.Perrier |
| Agavoideae       | Hesperaloe⁠(d) Engelm. in S.Watson |
| Agavoideae       | Hesperocallis⁠(d) A.Gray |
| Agavoideae       | Hesperoyucca⁠(d) (Engelm.) Trel. (incluse în Yucca de unele surse) |
| Nolinoideae      | Heteropolygonatum⁠(d) M.N.Tamura & Ogisu |
| Agavoideae       | Hosta Tratt. |
| Scilloideae      | Hyacinthella⁠(d) Schur |
| Scilloideae      | Hyacinthoides⁠(d) Heist. ex Fabr. (inclusiv Endymion Dumort.) |
| Scilloideae      | Hyacinthus⁠(d) Tourn. ex L. |
| Scilloideae      | Lachenalia⁠(d) Jacq. ex Murray (inclusiv Brachyscypha Baker, Periboea Kunth, Polyxena Kunth)                                                                                        |
| Lomandroideae    | Laxmannia⁠(d) R.Br. (inclusiv Bartlingia F. Mueller) |
| Scilloideae      | Ledebouria⁠(d) Roth (inclusiv Resnova van der Merwe) |
| Scilloideae      | Leopoldia⁠(d) Parl. |
| Agavoideae       | Leucocrinum⁠(d) Nutt. ex A.Gray |
| Nolinoideae      | Liriope⁠(d) Lour. |
| Lomandroideae    | Lomandra⁠(d) Labill. (inclusiv Xerotes R. Brown) |
| Nolinoideae      | Maianthemum⁠(d) F.H.Wigg. (inclusiv Oligobotrya Baker, Smilacina Desf.) |
| Agavoideae       | Manfreda⁠(d) Salisb. (incluse în Agave de unele surse) |
| Scilloideae      | Massonia⁠(d) Thunb. ex Houtt. (inclusiv Neobakeria Schltr., Whiteheadia Harv.) |
| Scilloideae      | Merwilla⁠(d) Speta |
| Brodiaeoideae    | Milla⁠(d) Cav. (inclusiv Diphalangium) |
| Brodiaeoideae    | Muilla⁠(d) S.Watson ex Benth. |
| Lomandroideae    | Murchisonia⁠(d) Brittan |
| Scilloideae      | Muscari Mill. (inclusiv Botryanthus Kunth, Muscarimia Kostel., Pseudomuscari Garbari & Greuter)                                                                                    |
| Nolinoideae      | Nolina Michx. |
| Nolinoideae      | Ophiopogon⁠(d) Ker Gawl. |
| Scilloideae      | Ornithogalum⁠(d) L. (inclusiv Battandiera Maire, Elsiea F.M.Leight., Neopatersonia Schonl.)                                                                                         |
| Scilloideae      | Oziroe⁠(d) Raf. (inclusiv Fortunatia J.F.Macbr.) |
| Agavoideae       | Paradisea⁠(d) Mazzuc. |
| Nolinoideae      | Peliosanthes⁠(d) Andrews |
| Brodiaeoideae    | Petronymphe⁠(d) H.E.Moore |
| Agavoideae       | Polianthes⁠(d) L. (incluse în Agave de unele surse) |
| Nolinoideae      | Polygonatum Mill. |
| Agavoideae       | Prochnyanthes S.Watson |
| Scilloideae      | Prospero⁠(d) Salisb. |
| Scilloideae      | Pseudogaltonia⁠(d) (Kuntze) Engl. (uneori incluse în Ornithogalum⁠(d) |
| Scilloideae      | Pseudoprospero⁠(d) Speta |
| Scilloideae      | Puschkinia⁠(d) Adams |
| Nolinoideae      | Reineckea⁠(d) Kunth |
| Nolinoideae      | Rohdea⁠(d) Roth (inclusiv Gonioscypha Baker) |
| Lomandroideae    | Romnalda⁠(d) P.F.Stevens |
| Nolinoideae      | Ruscus⁠(d) L. |
| Nolinoideae      | Sansevieria⁠(d) Thunb. (incluse în Dracaena) |
| Scilloideae      | Schizobasis⁠(d) Baker (uneori incluse în Drimia⁠(d) |
| Scilloideae      | Schizocarphus⁠(d) van der Merwe |
| Agavoideae       | Schoenolirion⁠(d) Durand |
| Scilloideae      | Scilla L. |
| Nolinoideae      | Semele Kunth |
| Lomandroideae    | Sowerbaea⁠(d) Sm. |
| Nolinoideae      | Speirantha⁠(d) Baker |
| Scilloideae      | Spetaea⁠(d) Wetschnig & Pfosser |
| Nolinoideae      | Theropogon⁠(d) Maxim. |
| Lomandroideae    | Thysanotus⁠(d) R.Br. |
| Lomandroideae    | Trichopetalum⁠(d) Lindl. (inclusiv Bottinaea Colla) |
| Brodiaeoideae    | Triteleia⁠(d) Douglas ex Lindl. (inclusiv Hesperoscordium, Themis) |
| Brodiaeoideae    | Triteleiopsis⁠(d) Hoover |
| Nolinoideae      | Tupistra⁠(d) Ker Gawl. (inclusiv Campylandra Baker, Tricalistra Ridl.) |
| Scilloideae      | Veltheimia⁠(d) Gled. |
| Lomandroideae    | Xerolirion⁠(d) A.S.George |
| Agavoideae       | Yucca L. (inclusiv Samuela) |
| Brodiaeoideae    | Xochiquetzallia⁠(d) J.Gut |